# Mânăstire, Timiș
Mânăstire este un sat în comuna Birda din județul Timiș, Banat, România. Aici se află biserica cu hramul „Sfântul Gheorghe”, care adăpostește moaștele Sfântului Gheorghe.

## Legături externe

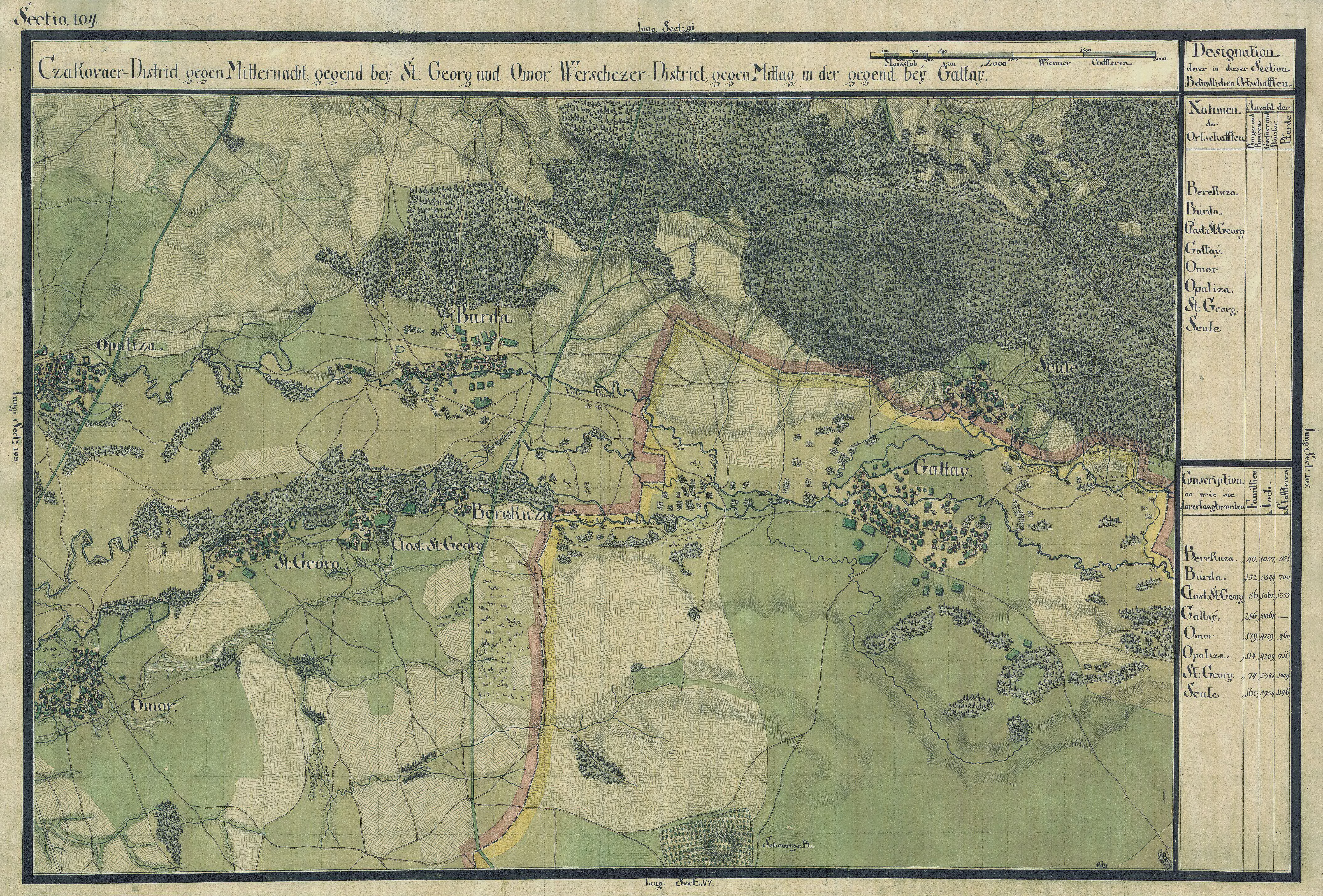
Mânăstire în Harta Iosefină a Banatului, 1769-72